# Huỳnh Liên
Huỳnh Liên (sinh năm 1923 và mất ngày 16 tháng 04 năm 1987 ) là một ni sư của giáo hội Phật giáo Việt Nam, bà có tên thật (thế danh) là Nguyễn Thị Trừ. Bà là Trưởng Giáo Đoàn Ni và là Đại biểu Quốc hội Khóa VI, Phó Chủ tịch Ủy ban Mặt Trận Tổ Quốc TP, Ủy viên ủy ban Trung ương Mặt Trận Tổ Quốc Việt Nam, Phó Chủ tịch Ủy ban Bảo vệ Hòa Bình Thế giới của Thành phố Hồ Chí Minh.

## Tiểu sử
Ni sư Huỳnh Liên sinh năm 1923  tại làng Phú Mỹ, quận Châu Thành, tỉnh Mỹ Tho (ngày nay là xã Phú Mỹ, huyện Tân Phước, tỉnh Tiền Giang). Cha là ông Nguyễn Văn Vận, mẹ là bà Lê Thị Thảo đã xuất gia.
Năm 1943, khi được 20 tuổi, bà đã quy y Phật Đường Minh Sư, tu học theo hạnh cư sĩ tại gia. Bà kế tục sự nghiệp Tổ Thầy, trực tiếp lãnh đạo hàng Ni chúng Khất Sĩ trong phận sự Ni Trưởng Ni năm 1954.
Từ năm 1960 đến năm 1975, Ni Sư Huỳnh Liên âm thầm và công khai tham gia đấu tranh cho hòa bình, độc lập, thống nhất đất nước. Sau đó từ năm 1975, bà là thành viên Đoàn Đại biểu miền Nam Hiệp Thương Thống Nhất Tổ Quốc Việt Nam. Bà mất ngày 16 tháng 4 năm 1987.

## Hoạt động
- Từ năm 1947 đến năm 1954, bà là Trưởng tử Ni trong hàng đệ tử của Đức Tổ Sư Minh Đăng Quang.[4]
- Từ năm 1954 đến năm 1987, Ni sư đảm nhận chức Ni Trưởng Giáo hội Ni Giới Khất Sĩ Việt Nam.[5]
- Từ năm 1976 đến năm 1987, Phó Chủ tịch Ban liên lạc Phật giáo yêu nước TP. HCM.
- Từ năm 1980 đến năm 1981, Ủy viên Ban vận động thống nhất Phật giáo Việt Nam.
- Từ năm 1981 đến 1987, Ủy viên kiểm soát Hội đồng Trị Sự Trung ương Giáo hội Phật giáo Việt Nam.
- Từ năm 1976 đến năm 1980, Đại biểu Quốc hội Khóa VI. Nhiều nhiệm kỳ bà là Phó Chủ tịch Ủy ban Mặt Trận Tổ Quốc Thành phố Hồ Chí Minh, Ủy viên Ủy ban Trung ương Mặt Trận Tổ Quốc Việt Nam, Phó Chủ tịch Ủy ban Bảo vệ Hòa Bình Thế giới của Thành phố Hồ Chí Minh.

## Vinh danh
Tên của Ni sư Huỳnh Liên được đặt cho một con đường tại Quận Tân Bình, Thành phố Hồ Chí Minh.

## Tấm gương đạo đức
Ni sư Huỳnh Liên có rất nhiều những người con nuôi, đó là những trẻ em mồ côi. Trong số những người bà cưu mang dạy dỗ có "Ni sư Thích Nữ Liên Thanh" là bác sĩ giám đốc Phòng khám đa khoa từ thiện Long Bửu, bà từng là một trong 5 sinh viên xuất sắc được nhận học bổng của Nhật Bản và có 3 bằng cử nhân: Phật học, Xã hội học và Y dược học.